# 자아실현
자아실현(自我實現)은 사람의 전체 잠재력을 깨우기 위한 동기로써 유기체 이론가 커트 골드스타인(Kurt Goldstein)이 처음으로 언급한 용어이다. 이 용어는 다양한 심리학이론에서 사용된다.
자아실현은 에이브러햄 매슬로의 욕구단계설에서 달성될 수 있는 마지막 단계의 발달욕구로 유명해졌다.
자아실현과 비슷한 용어로는 자기실현이 있다.

## 에이브러햄 매슬로의 자아실현을 하는 사람들의 특징
- 현실을 직시하는데 유능하다 : 자아실현을 하는 사람들은 정확하고 뚜렷하게 상황을 판단할 수 있다.

- 자신과 다른 사람들을 받아들인다 : 자아실현을 하는 사람들은 결함을 포함한 자신의 인간본성을 받아들인다. 다른 사람들의 결점과 인간 조건의 모순을 유머와 관용으로 받아들인다.

- 자신의 경험과 판단을 믿는다 : 독립적이다. 여론이나 관점에 따른 문화나 환경에 흔들리지 않는다.

- 자발적이다 : 진실된 혼자가 다른 사람들이 원하는대로 지내는 것보다 낫다.

- 문제 중심에 있기 : 대부분의 에이브러햄 매슬로의 연구는 삶이나 과업, 자신의 문제로부터 자신을 '넘어' 추구하는 삶을 수행하는 목표가 있었다.

- 자치권 : 자아실현을 하는 사람들은 외부의 권력이나 다른 사람들로부터 자유롭다. 그들은 지략가이며 독립적이다.

- 지속되는 감사 :  자아실현을 하는 사람들은 기초적인 삶에 대한 감사를 계속 상기하는 것처럼 보인다. 일몰이나 꽃이 매번 처음인 것처럼 강렬하게 경험된다. 예술가나 아이들과 같은 '관점의 순수함'을 가졌다.

- 국제적인 관계 : 자아실현을 하는 사람들의 국제적인 관계는 깊은 사랑의 끈으로 기록되어 있다.

- 고독이 편하다 : 그들의 만족스러운운 인간관계에도 불구하고, 자아실현을 하는 사람들은 고독이 가치있다고 생각하며 혼자 있는 것이 편하다.

- 유머에 관대하다 : 스스로에게도 웃을 수 있다는 것을 얘기한다.

- 절정경험 : 모든 에이브러햄 매슬로의 연구에서 절정경험은 자주 나온다. 절정경험은 황홀한 느낌, 화합, 그리고 깊은 의미로 기록되어 있다.

- 사회적 공감 : 인류애를 갖고 있다.

- 적은 친구 : 적은 사람들과의 친밀한 관계가 많은 사람들과의 얕은 관계보다 낫다.

## 심리학에서
자아실현은 매슬로의 욕구단계설에서 최상의 욕구에 해당된다. 또, 자아실현은 인격에 대한 인본주의적 접근의 부분으로써 나타난다. 인본주의 심리학은 심리학에서 연구, 이해, 인격의 평가로 사용되는 여러 가지 방법중에 하나이다. 인본주의적 접근은 정신 역동적 접근과 같은 다른 접근 때문에 발달되었다. 또, 불안행동을 보이는 건강하지 않는 개인에 집중했다. 현재 인본주의적 접근은 건강, 동기부여 그리고 그들의 잠재성을 극대화할 때 스스로에 대한 정의를 어떻게 결정할 것인지에 대한 노력에 집중한다.
심리학 분야의 유래는 매슬로의 욕구단계설이다. 매슬로에 따르면, 사람들은 보통 상위 욕구가 만족스럽기 전에 성취되는 하위 욕구를 가졌다 (다섯개의 단계 : 생리, 안전, 소속, 존경, 자아실현)

## 자아실현과 가치관
가치관은 자아실현에 기초가 되는 중요한 요소이다.
 그러나
가치관과 자아실현에 대한 각각의 연구에서 이들간의 연결점을 모두 중요시함에도 불구하고 가치관은 이념만큼이나 자아실현에 있어서 쉽게 객관화하기 힘들뿐더러 또다른 가치관과의 절충방안 등에서 다루기 어려운 개념으로 알려져 있다.

## 같이 보기
- 감정